# 愛国婦人会
愛国婦人会（あいこくふじんかい、旧字体：愛國婦󠄁人會）とは、戦前に国防及び戦死者の遺族・傷病兵を救うために結成された団体である。

## 沿革
1900年（明治33年）に起きた北清事変（義和団事件）に際し、佐賀県唐津市出身の社会運動家、婦人運動家の奥村五百子が、（東）本願寺慰問使の一員として戦場に赴き、前線将校・兵士の惨苦と忠勇を視察して創設を決心。陸海軍の支援や政治家の近衛篤麿らの援助により、1901年（明治34年）2月24日に創立した。
初代会長は宮内大臣であった岩倉具定の妻岩倉久子が務め、1903年（明治36年）3月20日には皇族妃の載仁親王妃智恵子を総裁に推戴した。以後、多くの女性皇族・王公族が名誉会員に名を連ねた。
1920年（大正9年）、会長に下田歌子が就任。1924年（大正13年）に総裁に推戴された東伏見宮妃周子は、就任以来、外地の朝鮮・台湾を含む日本各地を訪問した。1927年（昭和2年）、会長に本野久子が就任。
会員数は1907年（明治40年）時点で70万人、1924年（大正13年）に129万人、1936年（昭和11年）に260万人を超えた。1937年（昭和12年）時点で、会員数311万人余に達し、内地のみならず樺太・南洋諸島・朝鮮・台湾・満洲国にも地方組織が置かれていた。
1941年（昭和16年）6月10日、定例閣議において、大日本連合婦人会および大日本国防婦人会の婦人3団体の統合要項が決められた。翌1942年2月、大日本婦人会（日婦）の結成がなされ、発展的解消をとげた。最終的に内閣の決断を仰がねばならなかったところが、統合の困難さを物語っている。
- 1937年撮影、愛国婦人会台湾本部

## 活動内容
当初は戦没将士の遺族および廃兵の救護を目的とした。初期は上層階級の婦人や皇族、貴族が大半を占めていたが、日露戦争時の1905年（明治38年）には一般婦人にも拡張。この時点での会員数は46万人に達し、日本最大規模の婦人団体に成長した。各府県支部長には知事夫人が就くなど、地域名士の夫人が役員に名を連ね、サロンの趣きがあった。
第一次世界大戦末期は階級対立を恐れ、農村託児所などの社会事業も行った。1917年（大正6年）には、軍事救護活動だけでなく、広く社会的な事業を行えるよう定款を改正した。
関東大震災後の救済その他救護館の設立、婦人職業紹介、花嫁紹介など、幅広い活動を行った。また、機関誌『愛国婦人』も発行し奥村は全国遊説にあたって会員を増やした。
昭和に入ると女子教育のため各種学校扱いの講習科を設置する支部もあり、秋田令和高等学校のように学校として存続している例もある。
1931年に起きた満洲事変後にはファッショ体制作りに協力するようになる。1932年（昭和7年）には組織改革により、支部の下にさらに分団や分会を設置し、婦人報国の趣旨に合致する社会的事業、愛国精神の涵養、公民訓練、会員の修養、娯楽の向上を行うようになった。また、未成年の女子を集めて愛国少女団や愛国処女団を結成した（愛国子女団、愛国女子団とも）。軍事救護活動として、慰問袋の贈呈（1935年に送られた慰問袋の9割が愛国婦人会会員によるもの）、衛戍病院（陸軍病院）への娯楽室や日光浴室の寄贈が行われていた。
1932年（昭和7年）、大阪で大日本国防婦人会が結成され、会員数で愛国婦人会を上回る急成長を遂げる。高額会費による慈善活動が主の愛国婦人会と、会費低廉ながら兵士への世話の手厚い大日本国防婦人会とでは、活動内容の隔たりは大きかった。上流対下流の感情的対立に、後ろ盾となっている内務省と陸軍省の対立が加わり、関係は抜き差しならないものがあった。

## 歴代総裁

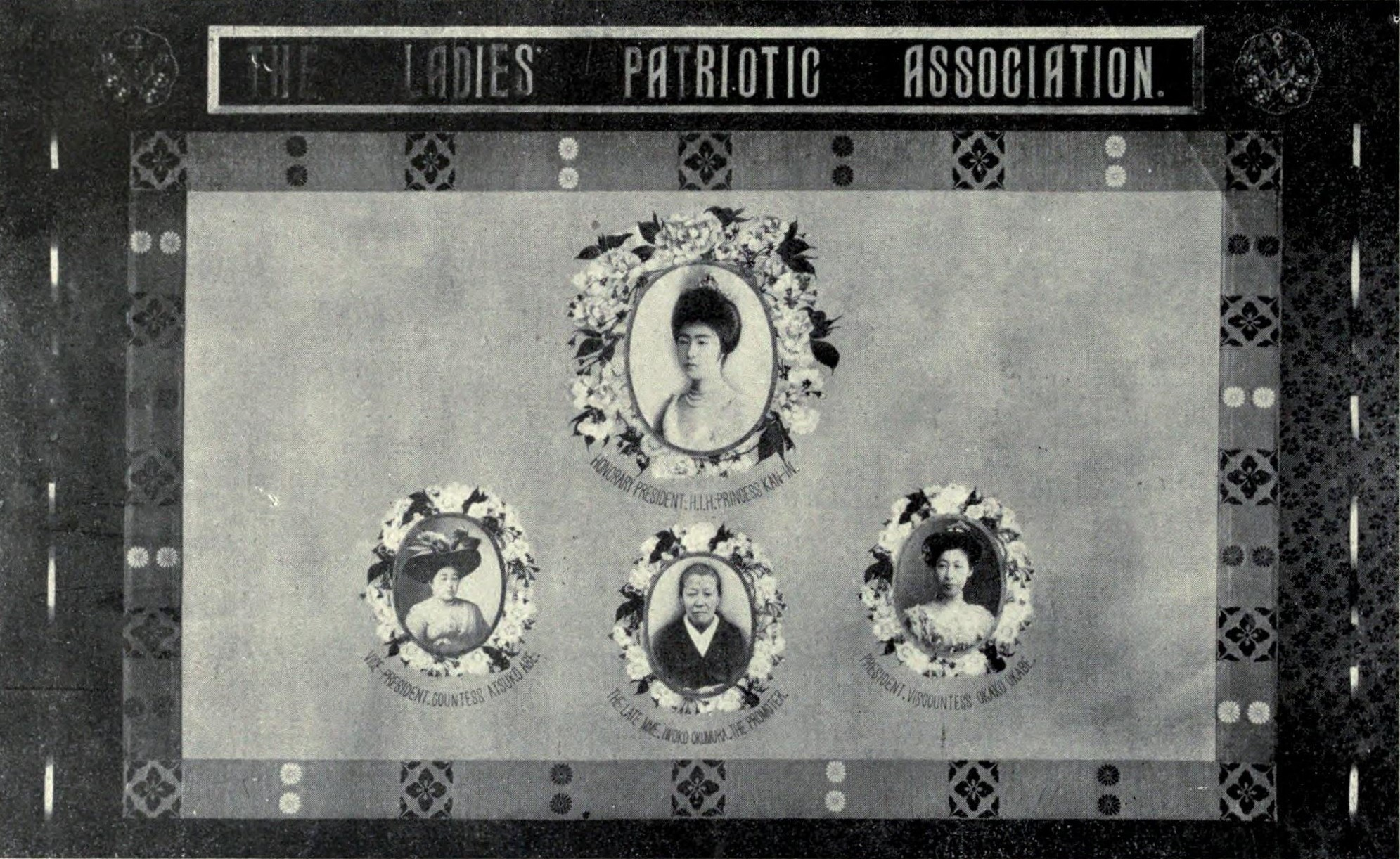
愛国婦人会代表者肖像。1910年。総裁の閑院宮載仁親王妃智恵子像の下に、右から会長・岡部坻子（子爵岡部長職妻）、創設者・奥村五百子、副会長・阿部篤子（伯爵阿部正桓妻）

- 初代：閑院宮妃智恵子 - 1903年（明治36年）推戴[3]
- 2代：東伏見宮妃周子 - 1924年（大正13年）推戴[13]

- 閑院宮妃智恵子
- 東伏見宮妃周子

## 名誉会員
1942年（昭和17年）当時の名誉会員は、下記の通り。
- 秩父宮妃勢津子
- 高松宮妃喜久子
- 閑院宮妃智恵子
- 閑院宮妃直子
- 伏見宮妃朝子
- 賀陽宮大妃好子
- 賀陽宮妃敏子
- 久邇宮大妃俔子
- 久邇宮妃知子女王
- 多嘉王妃静子
- 梨本宮妃伊都子
- 朝香宮妃千賀子
- 東久邇宮妃聡子内親王
- 北白川宮大妃房子内親王
- 北白川宮妃祥子
- 竹田宮妃光子
- 李王妃方子女王
- 李鍵公妃誠子
- 李鍝公妃賛珠